# مقاطعة أزنا
مقاطعة أزنا (بالفارسية: شهرستان ازنا) هي إحدى مقاطعات محافظة لرستان في إيران. كان عدد سكان المقاطعة سنة 2011 حوالي 71,586 نسمة.

## أعلام
- حسن عباسي